# Пустите ме да га видим
Пустите ме да га видим је трећи студијски албум Светлане Цеце Ражнатовић, тада Величковић, који је издат за ПГП РТБ јуна 1990.

## О албуму
Када је Цеца објавила албум Пустите ме да га видим сви су се сложили да је са дечијим песмицама готово и да Цеца одраста и постаје девојка којој приличи да пева дубоко емотивне песме у којима се може пронаћи нешто старија публика. Најпознатије песме са албума су баладе Пустите ме да га видим и Другарице, проклетнице, а велики хит који је такође ставио печат на плочу је била песма и То, Мики.
Албум је продат у тиражу од 390 000 примерака.

## Списак песама
На албуму се налазе следеће песме:
| Бр. | Назив                  | Текст               | Музика              | Аранжман            | Трајање |
| --- | ---------------------- | ------------------- | ------------------- | ------------------- | ------- |
| 1.  | То, Мики               | Добривоје Иванковић | Добривоје Иванковић | Мирољуб Аранђеловић | 04:30   |
| 2.  | Пустите ме да га видим | Стевица Спасић      | Добривоје Иванковић | Мирољуб Аранђеловић | 04:25   |
| 3.  | Ципелице               | Љиљана Живковић     | Добривоје Иванковић | Мирољуб Аранђеловић | 03:59   |
| 4.  | Лако је теби           | Весна Петковић      | Милош Мијатовић     | Мирољуб Аранђеловић | 02:30   |
| 5.  | Другарице, проклетнице | Добривоје Иванковић | Добривоје Иванковић | Мирољуб Аранђеловић | 03:43   |
| 6.  | Све у своје време      | С. Орсана           | Мирољуб Аранђеловић | Мирољуб Аранђеловић | 02:52   |
| 7.  | Не дај ме              | Зоран Матић         | Добривоје Иванковић | Мирољуб Аранђеловић | 03:25   |
| 8.  | Ех, тешко мени         | Весна Петковић      | Милош Мијатовић     | Мирољуб Аранђеловић | 03:47   |

## Информације о албуму
- Продуценти: Мирољуб Аранђеловић, Добривоје Иванковић
- Тон-мајстор: Милисав Тодоровић
- Снимано у студију "ХИТ"
- Фото: Иван Мојашевић
- Дизајн: Иван Ћулум
- Рецензент: Мијат Божовић
- Музички уредник: Милисав Тодоровић
- Директор-главни уредник: Станко Терзић

## Спотови
- То, Мики
- Пустите ме да га видим
- Ципелице
- Лако је теби
- Све у своје време
- Не дај ме
- Ех, тешко мени